# Dzyanis Palyakow
Dzyanis Palyakow (em bielorrusso: Дзяніс Палякоў; em russo: Денис Александрович Поляков (Denis Polyakov); Minsk, 17 de abril de 1991) é um futebolista profissional bielorrusso que atua como zagueiro. Atualmente, joga no Kairat Almaty, do Cazaquistão.

## Carreira
Em 28 de dezembro de 2017, Palyakow assinou com o APOEL.
Em 25 de dezembro de 2018, assinou um contrato com o Ural, da Rússia.
Em 24 de agosto de 2020, assinou um contrato de um ano e meio com o Kairat Almaty.

### Internacional
Palyakow fez parte do Sub-21 da Bielorrússia que terminou em 3º lugar no Campeonato Europeu de Futebol Sub-21 de 2011. Também integrou a seleção olímpica da Bielorrússia que participou no Torneio Internacional de Toulon de 2012 e nos Jogos Olímpicos de Verão de 2012. Palyakow jogou as eliminatórias da Copa do Mundo FIFA de 2014 pela Seleção Bielorrussa de Futebol. Em 12 de junho de 2017, ele marcou seu único gol pela Bielorrússia no amistoso contra a Nova Zelândia.

## Títulos
BATE Borisov
- Vysshaya Liga: 2012, 2013, 2014, 2015, 2016, 2017, 2018
- Copa da Bielorrússia: 2014–15
- Supercopa da Bielorrússia: 2014, 2015, 2016, 2017

APOEL
- Campeonato Cipriota de Futebol: 2017–18